# Þökk

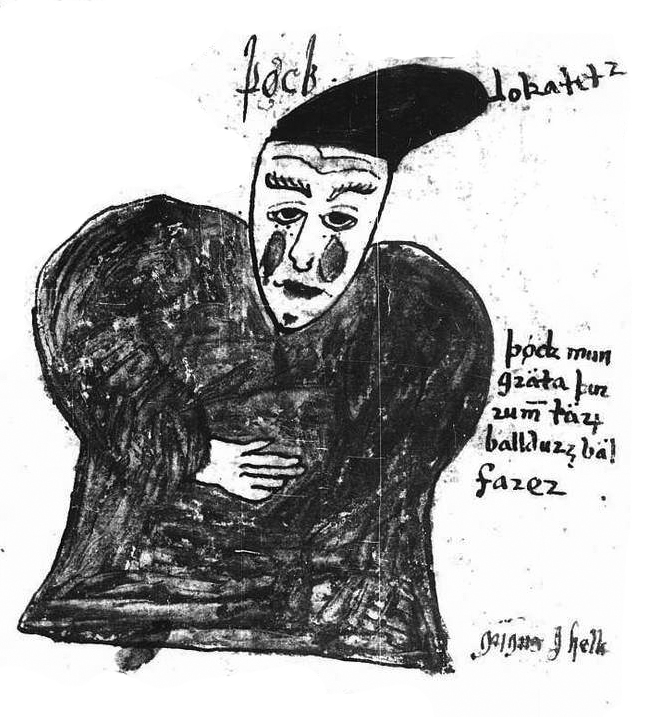
Þökk in un'illustrazione di un manoscritto islandese del XVII secolo

Þökk (lingua norrena per "Grazie") è una gigante della mitologia norrena, che si crede essere Loki travestito, la quale si rifiuta di piangere per il defunto Baldr, obbligandolo quindi a restare in Hel.

## Edda in prosa
Dopo che Baldr fu ucciso, Hermóðr corse a Hel. Hel, capo dell'omonimo regno, disse che Baldr sarebbe tornato in vita solo se tutti al mondo avrebbero pianto per lui. Così gli Æsir inviarono messaggeri in tutto il mondo, e tutti piansero, ma:

Thökk piangerà

lacrime senz'acqua

per il prezzo del corpo di Baldr;

Vivo o morto,

Non amo il figlio dello zotico;

Lasciate che Hel tenga quello che ha!

Gli uomini ritennero che si trattava di Loki Laufeyarson, che aveva provocato più feriti di tutti gli altri Æsir»
(Gylfaginning (49))